# Берья (район)
Берья (сесото Berea) — один из 10 районов Лесото. Административный центр — город Теятеяненг.

## Географическое положение
Район граничит на западе с провинцией Фри-Стейт, ЮАР; на севере с районом Лерибе; на юго-востоке с районом Таба-Цека, а на юге с районом Масеру.
Общая площадь района составляет 2222 км². Население — 250 006 человек (2006).

## Административное деление

### Округа
Район состоит из 11 округов:
- Бела-Бела
- Берья
- Хафунг
- Маботе
- Махлаца
- Мосалемане
- Ноконг
- Пулане
- Секонока
- Теятеяненг
- Тупа-Кубу

### Местные советы
В составе района 10 местных советов:
- Канана
- Квененг
- Маботе
- Макеоана
- Малуба-Лубе
- Мапотенг
- Мотанасела
- Путиацана
- Сенекане
- Тебе-Тебе